# Grallera Gran del Corralot
La Grallera Gran del Corralot és un avenc del terme municipal de Sant Esteve de la Sarga, al Pallars Jussà, dins l'àmbit del poble de Sant Esteve de la Sarga.
Està situada a 1.545 m. alt. a la part oriental del terme, prop del límit amb Castell de Mur, a ponent del Tossal de l'Osca. És al capdamunt de la llau de Salitó.
Darrere de les dues boques que donen accés a la grallera, es troben dos pous (de 90 i 33,5 m. d'alçària) que donen accés a la Sala CGB, en honor dels primers exploradors. Des d'aquesta sala, de pla inclinat i de 105 i 50 metres en els llocs de màxima llargària i amplària, surten diverses galeries: el traçat de la grallera és molt complex. La Sala CGB arriba a - 96,5 m., i les vies que en surten aprofundeixen fins als - 130,5 (Galeria ERE), - 114 (Galeria Primer Dia), - 137,5 (Galeria SAS), - 105 (Galeria Última), - 166,5 (Galeria del Llac), - 88,5 (Galeria del Centenari), ultra altres galeries menors.